# Kothmühle (Büchlberg)
Kothmühle ist ein Gemeindeteil von Büchlberg im niederbayerischen Landkreis Passau auf der Gemarkung Nirsching.

## Geographische Lage
Der Mühlplatz steht auf etwa 425 m ü. NHN am linken Ufer der Erlau, die hier an einem Nordwesteck der Gemeinde von West- auf Südlauf abknickt. Ein etwa 200 m langer linker Mühlkanal durchläuft das zugehörige Betriebsgelände. Kothmühle liegt an der flussquerenden Kreisstraße PA 34 von Röhrnbach-Außernbrünst im Norden (dort im Nachbarkreis FRG 17) nach Büchlberg-Denkhof im Süden.

## Beschreibung
Kothmühle ist eine Einöde mit 13 Einwohnern.